# Bacilos
Bacilos e uma banda de música latina com sede em Miami, Estados Unidos. Seu álbum Caraluna (2002) ganhou o Grammy de Melhor Álbum Pop Latino e seu sucessor Sin Vergüenza (2004) foi novamente premiado como melhor álbum vocal pop no Grammy de 2005. Os membros da banda eram de diferentes nacionalidades: Jorge Villamizar (Colômbia), José Javier Freire (Porto Rico) e André Lopes (Brasil).